# Falcó Mil·lenari

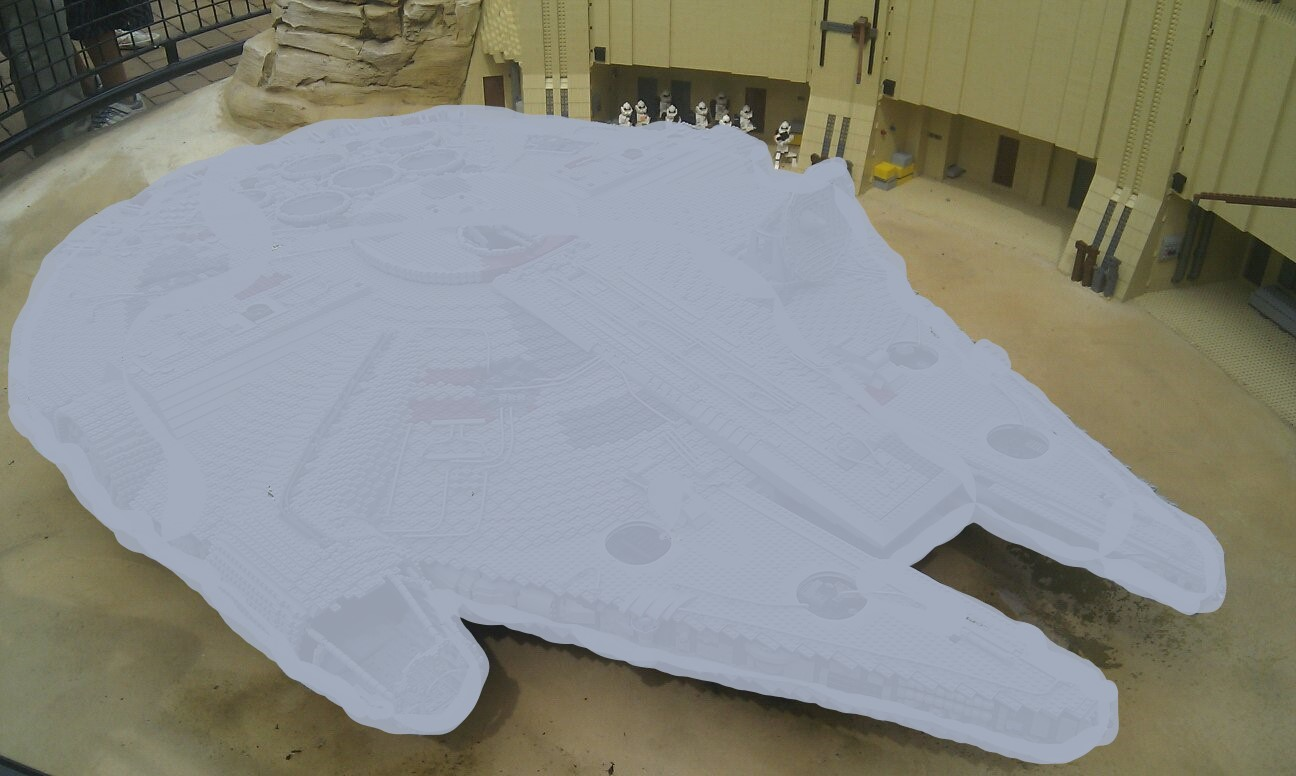
La nau feta amb LEGO.

El Falcó Mil·lenari o YT-1300 492727ZED és una nau espacial fictícia de la pel·lícula La guerra de les galàxies (Star Wars) de la trilogia original i de les seqüeles. Era pilotada pels contrabandistes Han Solo i en Chewbacca durant la Guerra Civil Galàctica de la saga.
Va aparèixer en pantalles de cinema en la primera pel·lícula de la saga Una nova esperança el 1977.
Malgrat una aparència envellida, ocultava nombroses modificacions avançades per les armes, augmentar la velocitat i l'escut de la nau. Comprenia compartiments de contraband a prova de sensors, que van utilitzar durant el rescat de la Princesa Leia.

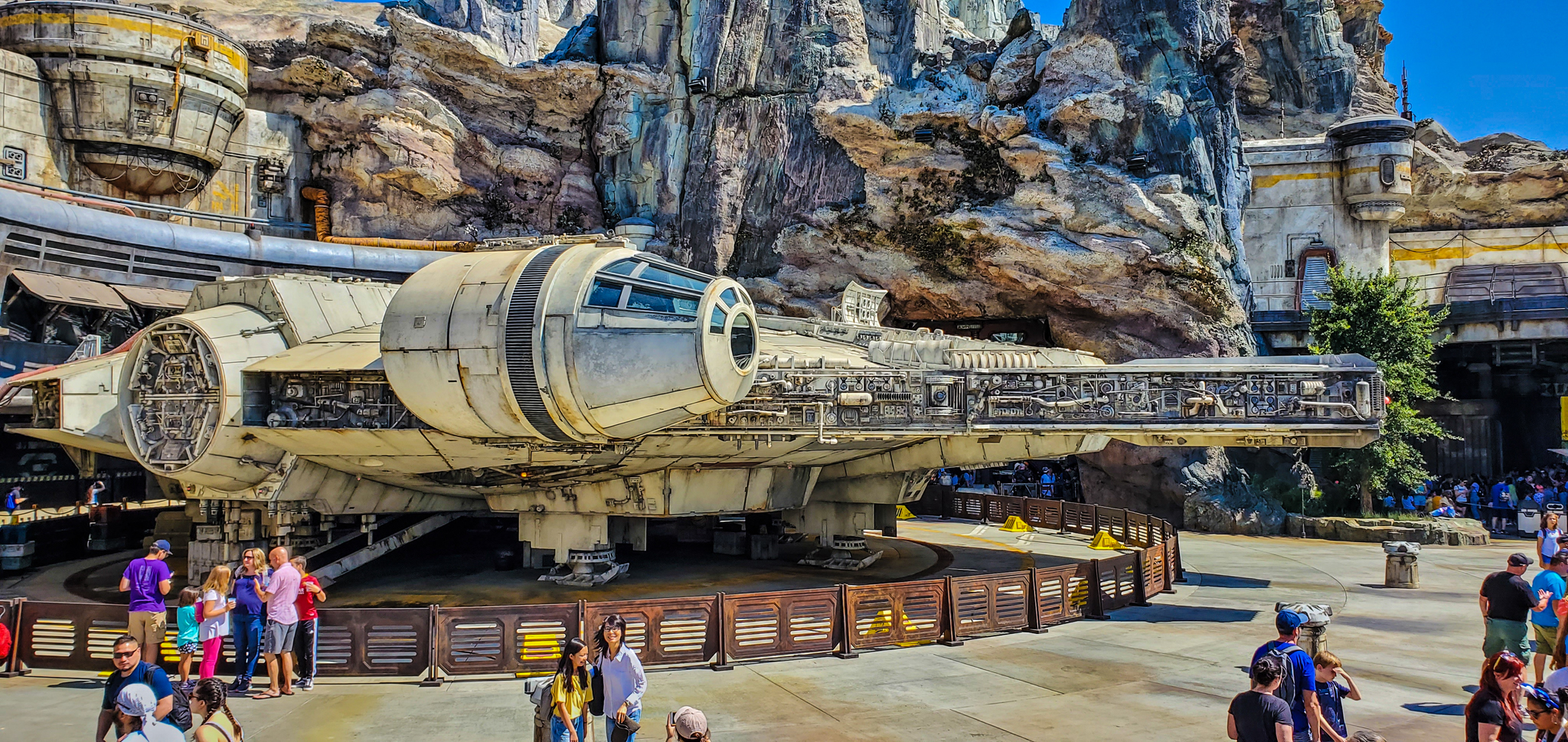
Falcó Mil·lenari a Disneyland, Califòrnia.

Els coets Falcon 1 de SpaceX porten aquest nom en homenatge a la nau de La guerra de les galàxies.

## Origen i disseny
La nau originalment tenia un aspecte més allargat, però la similitud d'aquest disseny amb els Eagle Transporters in Space: 1999 va impulsar a Lucas a canviar el disseny del Falcon. El model original va ser modificat, reescalat i utilitzat com a vaixell de la princesa Leia, Tantive IV. El modelista Joe Johnston va tenir unes quatre setmanes per redissenyar el Falcon, i l'únic suggeriment de Lucas a Johnston va ser "pensar en un plat volador". Johnston no volia produir un "plat volador bàsic", així que va crear la cabina desplaçada, les mandíbules de càrrega davanteres i la ranura posterior per als motors.També es va dir que la forma del vaixell es basava aproximadament en una hamburguesa amb una cabina d'oliva al costat. El disseny era prou senzill com per crear-lo en la finestra de quatre setmanes. Johnston va qualificar la producció del nou disseny Falcon com un dels seus projectes més intensos.
El so de la nau que viatja per l' hiperespai prové de dues pistes del soroll del motor d'un McDonnell Douglas DC-9, amb una pista lleugerament dessincronitzada amb l'altra per introduir un efecte de fase. A això, el dissenyador de so Ben Burtt va afegir el brunzit dels ventiladors de refrigeració de la plataforma de control de moviment a Industrial Light & Magic (ILM).
S'ha observat que la cabina amb la finestra d'estil hivernacle probablement era inspirada en la cabina del B-29 Superfortress nord-americà.

## Descripció
El Falcó Mil·lenari és un vaixell de càrrega lleuger corellià tipus YT-1300. Té forma de platerets, encara que una sèrie d'elements integrats al casc determinen una part davantera i una part del darrere. Tot i que a primera vista provoca comentaris com el de Luke Skywalker: («Quin tros de ferralla!») i posteriorment en despertar de la Força, la protagonista Rei la descriuria com: («una ferralla vella! »), el Falcó Mil·lenari és un poderós vaixell de càrrega que ronda els 35 metres de longitud  i la missió principal del qual és la de portar contenidors per mitjà de les pinces davanteres. Com que el contenidor estaria just davant de la nau, aquesta és la raó per la qual la cabina està situada en un lateral.

## Modificacions
A mesura que anava canviant de propietaris, el Falcó Mil·lenari va anar experimentant una sèrie de modificacions, algunes il·legals, però gràcies a elles va acabar per convertir-se en una nau que gaudeix de qualitats i capacitats excepcionals, tot i tenir un aspecte extern desballestat. per ser vella i de disseny obsolet. El seu sistema d′hiperpropulsió, per exemple, està dins de la categoria x 1/2 (x 0.5), que redueix per dos la durada estàndard dels viatges interestel·lars.] Habitualment, aquest tipus d'hiperimpulsors està únicament muntat a les noves naus de categoria militar, les fragates militars que funcionen com una nau nodrissa i és d'un cost molt elevat, per la qual cosa no es van fabricar més durant la caiguda de la república i el sorgiment de l'Imperi Galàctic.
Durant la Batalla d'Endor, en la qual va participar activament en la destrucció de la segona Estrella de la Mort, el Falcó va perdre l'antena de tipus reflector parabòlic circular del seu radar. Pilotat per Lando Calrissian a través de l'estructura de l'estació espacial camí del seu nucli, dins un petit canal que estava obert durant la construcció, es va colpejar contra una de les parets, una canonada o biga estructural de l'estació espacial, impacte que va arrencar d'un sol cop aquesta antena. Posteriorment aquesta va ser substituïda per un reflector parabòlic de perfil rectangular, més modern i de major capacitat, que es pot veure clarament a Star Wars: Episodi VII - El despertar de la Força, encara que posteriorment torna a perdre l'antena en una batalla aèria a Crait a causa dels trets d'un TIE a Star Wars: Episodi VIII - Els últims Jedi.

## Armament
Pel que fa a l'armament, aquest vehicle disposa de torretes amb canons làser quàdruples, dos canons làser principals situats entre les mordasses principals de la nau, al sostre i el pis, connectades per una escala i un làser antipersonal de tret automàtic ocult a la part inferior. Guiat per ordinador amb sensor de moviment, el làser antipersonal s'activa a través d'unes petites comportes per donar suport a la tripulació en cas de ser atacades quan estan fora de la nau o bé es preparen per enlairar-se. També compta amb llançadors de míssils en badies internes de càrrega a la part davantera. Hi destaquen altres detalls, com l'habitacle a prova d'escàners tèrmics i de so, situat sota el terra de la nau. Encara que originalment destinat al contraban, en més d'una vegada va servir per amagar alguns passatgers. També té càpsules d'escapament, en cas d'emergència, per distreure l'atenció en cas de ser abordats. De la mateixa manera, té escuts de pantalles d'energia davanters i del darrere per poder resistir alguns trets d'armes làser i evitar danyar el fuselatge de la nau.

## Contingut de la nau
- Transport de tropes
- Ala-X de Poe
- Llançadora de comandament
- Comandament finalitzador
- Lliscador de Rei
- Caça TIE
- Caça TIE/SF
- Saltador Quad
- Lliscador de neu